# Rusofilie

Drapelul Rusiei

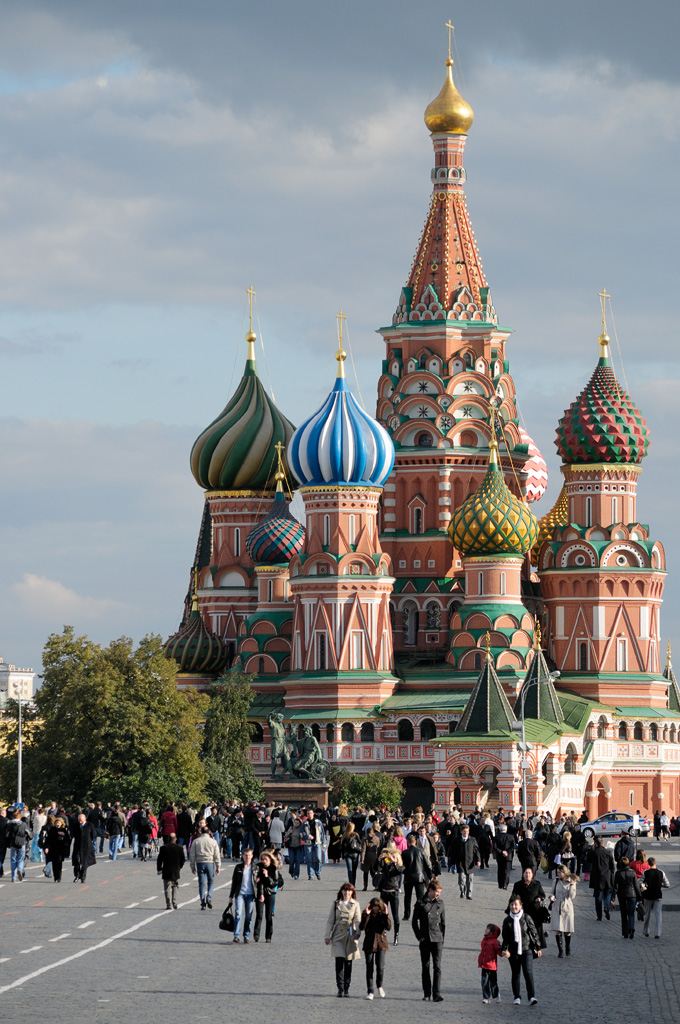
Catedrala Sfântul Vasile din Moscova din Piața Roșie

Rusofilia (literalmente atracția sau iubirea față de Rusia sau ruși) este admirația și dragostea față de Rusia (incluzând era Uniunii Sovietice și/sau a Imperiului Rus), istoria Rusiei și cultura rusă. Antonimul și opusul rusofiliei este rusofobia.

## Rusofilia în Europa
Autorul american Robert Alexander a scris: "Iubesc rușii pentru natura lor dramatică și emoțională. Nu le este frică să iubească, nu se tem să fie răniți, nu se tem să exagereze sau să acționeze impulsiv."
În octombrie 2004, Organizația Internațională Gallup a anunțat rezultatele sondajului său, potrivit căruia aproximativ 20% dintre locuitorii Europei de Vest au o părere pozitivă despre Rusia, cea mai pozitivă viziune venind din Islanda, Germania, Grecia și Marea Britanie. Procentul respondenților care au exprimat o atitudine pozitivă față de Rusia a fost de 9% în Finlanda, Turcia și Japonia, 38% în Lituania, 36% în Letonia și 34% în Estonia. Estonia și în special Letonia au un număr mare de etnici ruși, ceea ce probabil a afectat rezultatul.

### Rusofilia în Serbia și Muntenegru

#### Rusofilia în Serbia
Rusia este enorm de populară în Serbia, iar sârbii au văzut întodeauna Rusia, ca pe un aliat apropiat datorită culturii slave și a credinței Ortodoxe. În Serbia și Muntenegru, ale căror națiuni sunt ambele predominant ortodoxe, credința exprimată de marea majoritate a rușilor, nu a existat nicio influență sovietică și rușii au fost întotdeauna văzuți ca frați. Aproximativ 83% dintre sârbi văd în Rusia ca fiind principalul aliat pe scena politică internațională. Atât în Serbia, cât și în Muntenegru, există cartiere, străzi, clădiri și statui numite după ceva rusesc. În Serbia există Centrul Rus de Știință și Cultură și un hotel Moskva.

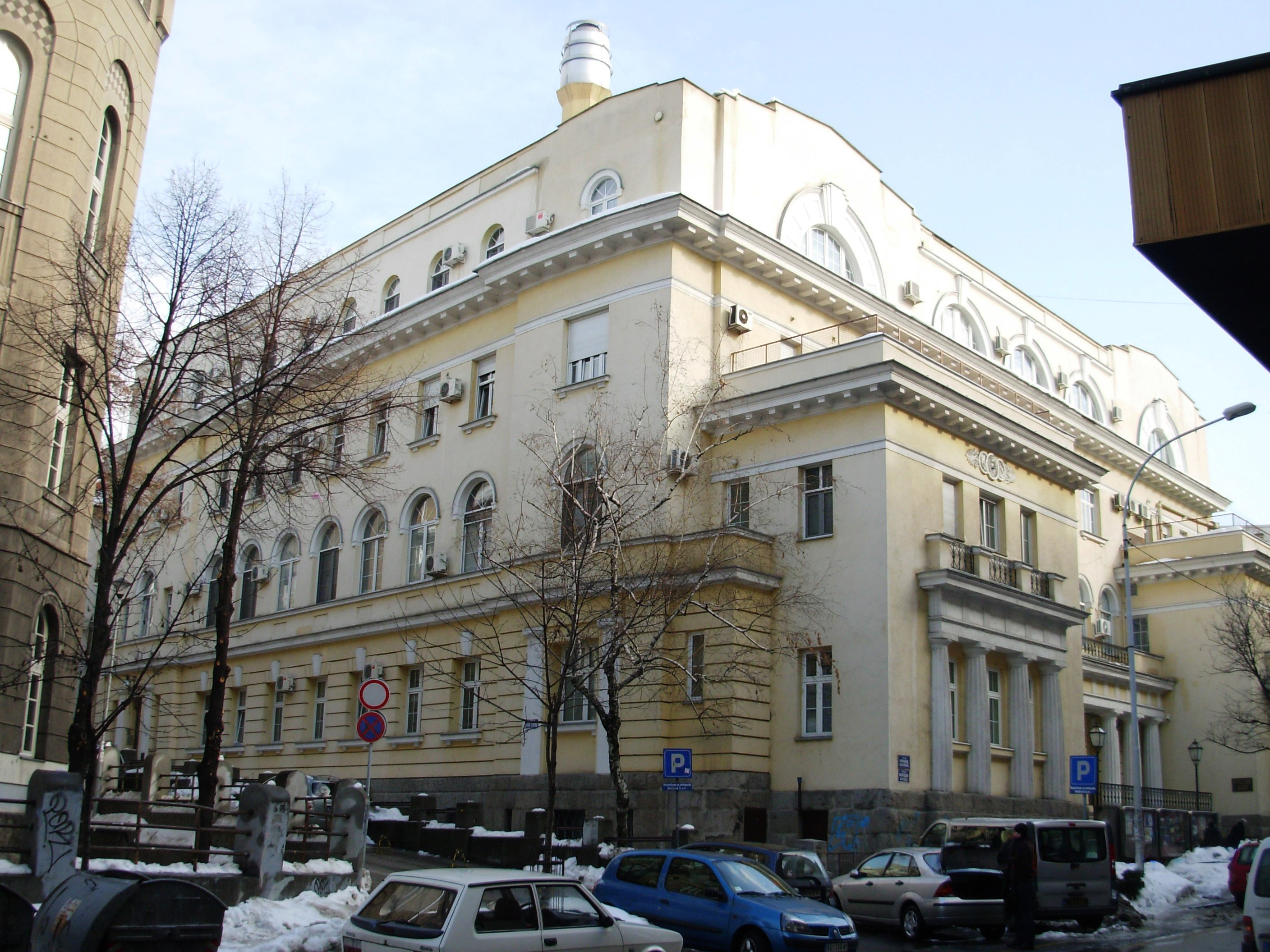
Centrul Rus de Știință și Cultură (Belgrad)
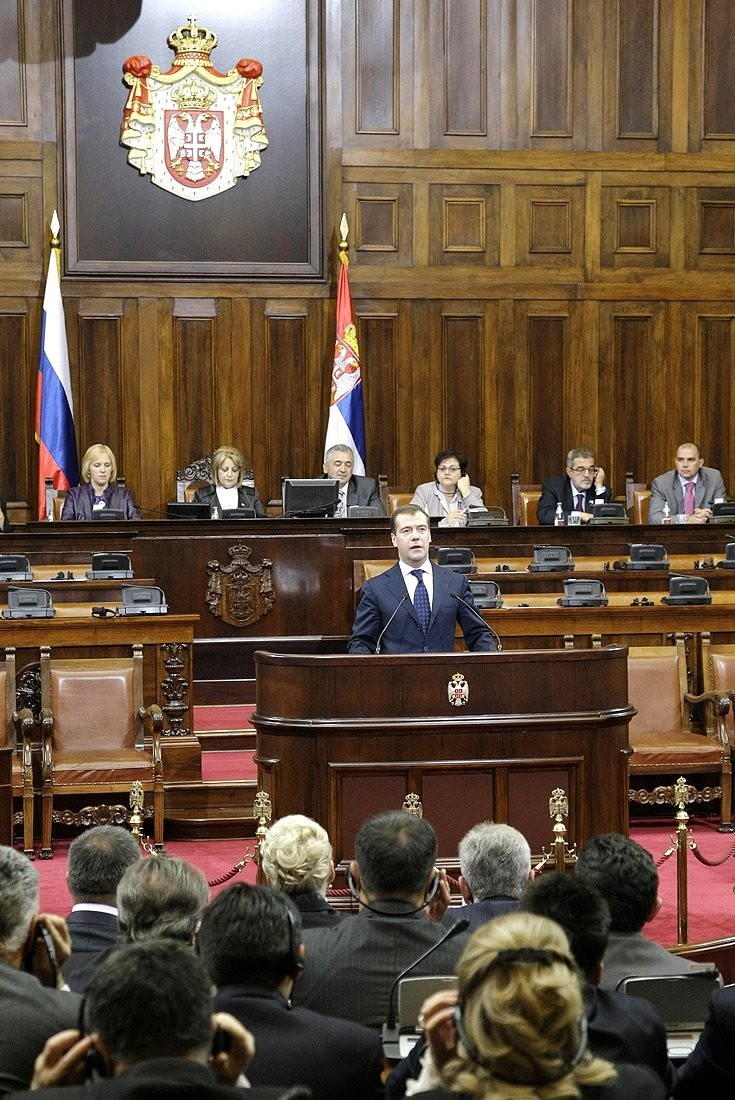
Dmitry Medvedev în Adunarea Națională din Serbia
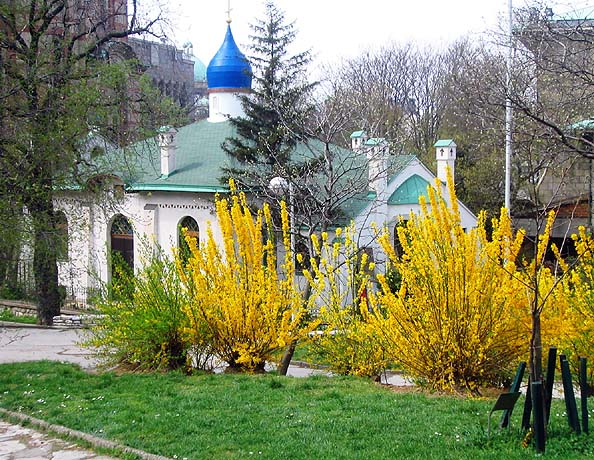
Biserica Ortodoxă Rusă în Parcul Tašmajdan, Belgrad
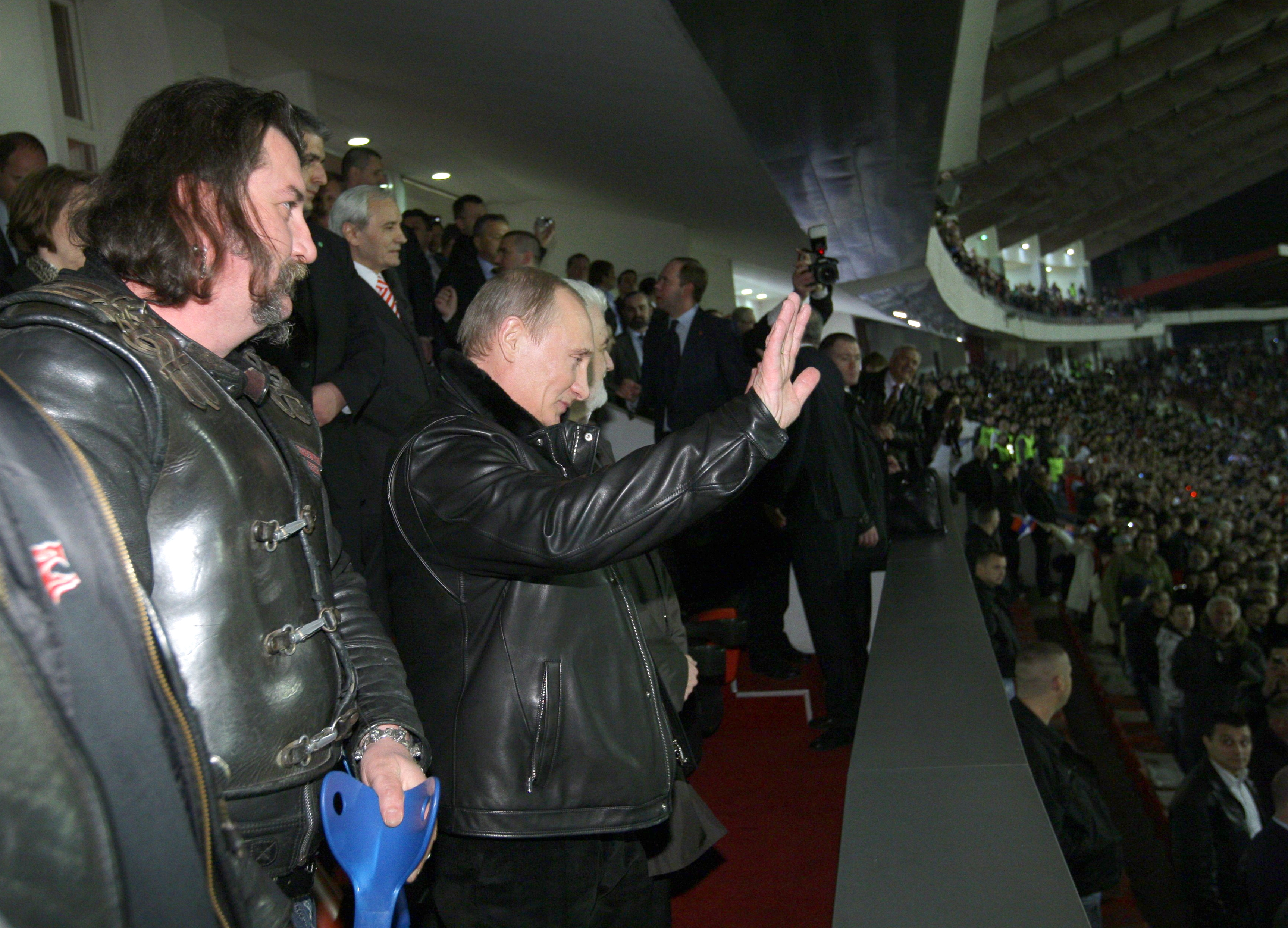
Vladimir Putin la Stadionul Steaua Roșie din Belgrad în martie 2011
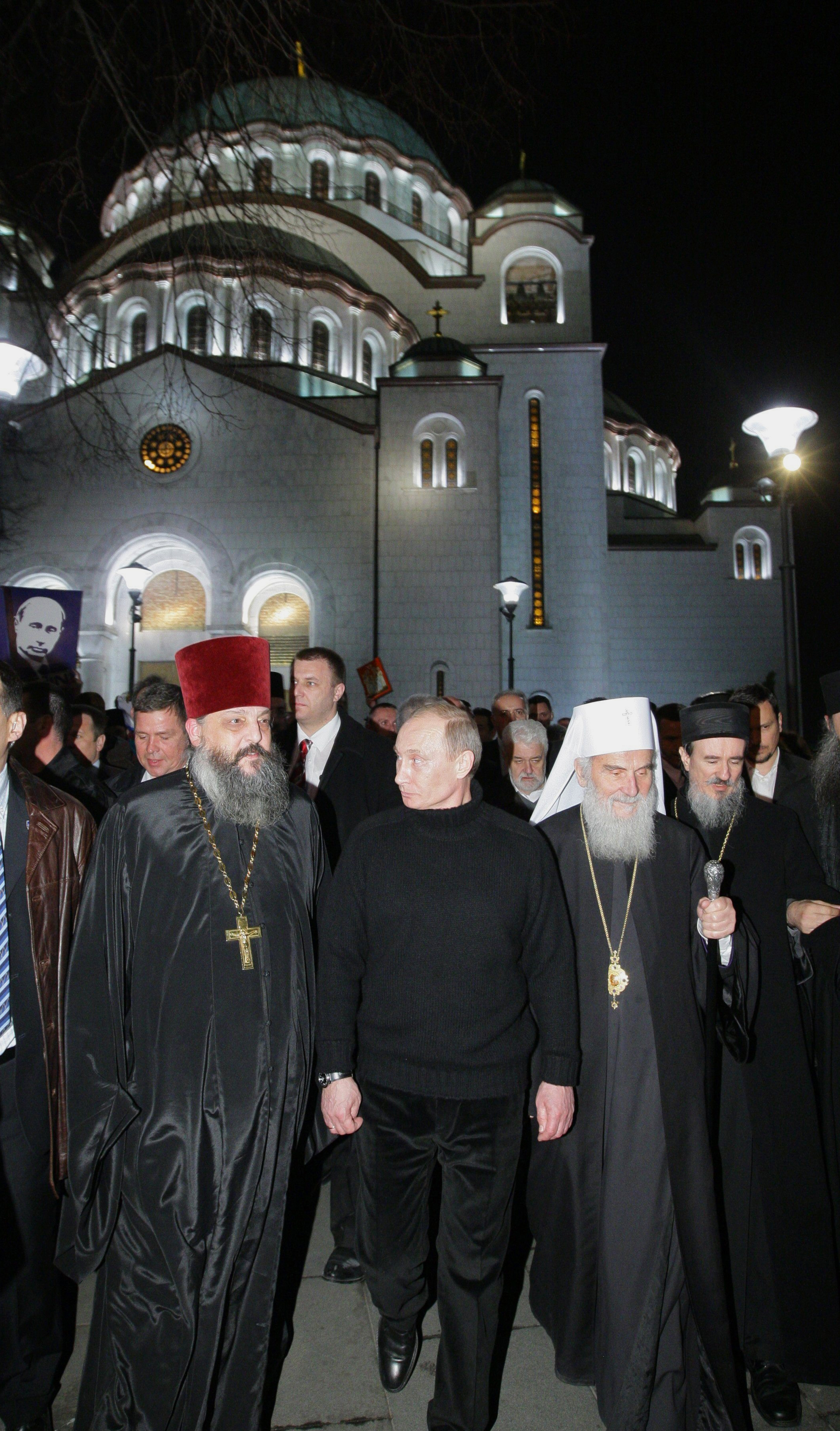
Vladimir Putin în fața Catedralei Sfântul Sava

#### Rusofilia în Muntenegru
Muntenegru este, de asemenea, o țară ortodoxă și slavă din est. Există Podul Moscovei în Podgorița și o statuie a cântărețului și actorului rus Vladimir Vîșotki lângă pod.

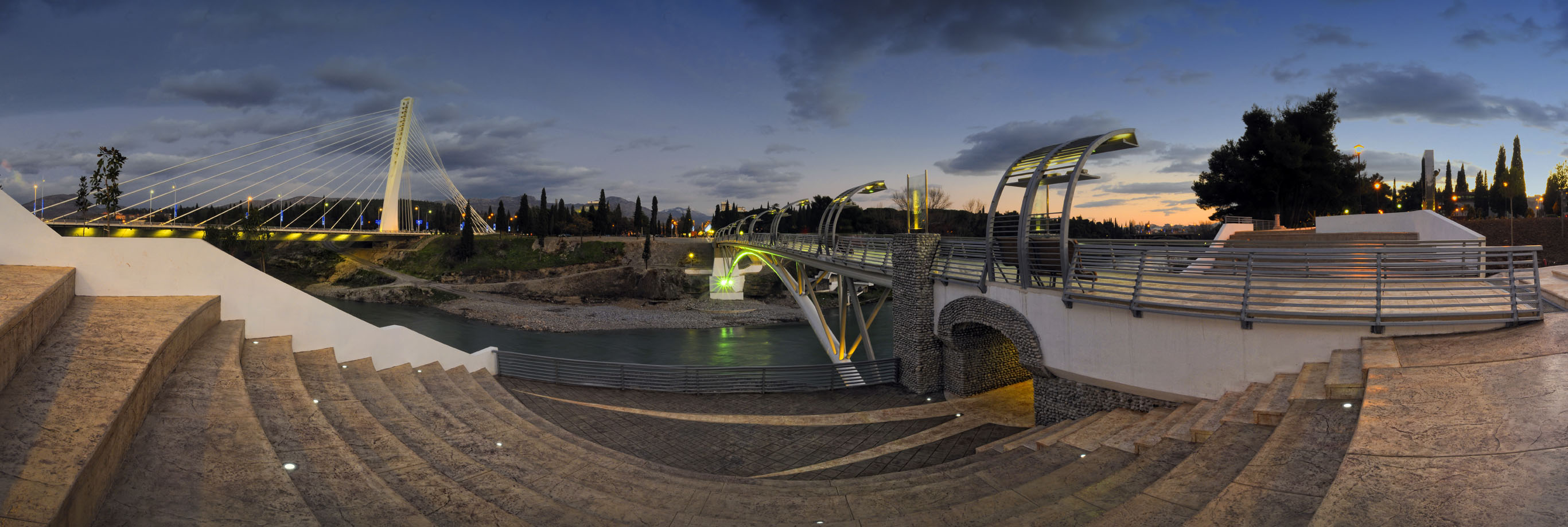
Podul Moscovei, Podgorița

### Rusofilia în Ucraina

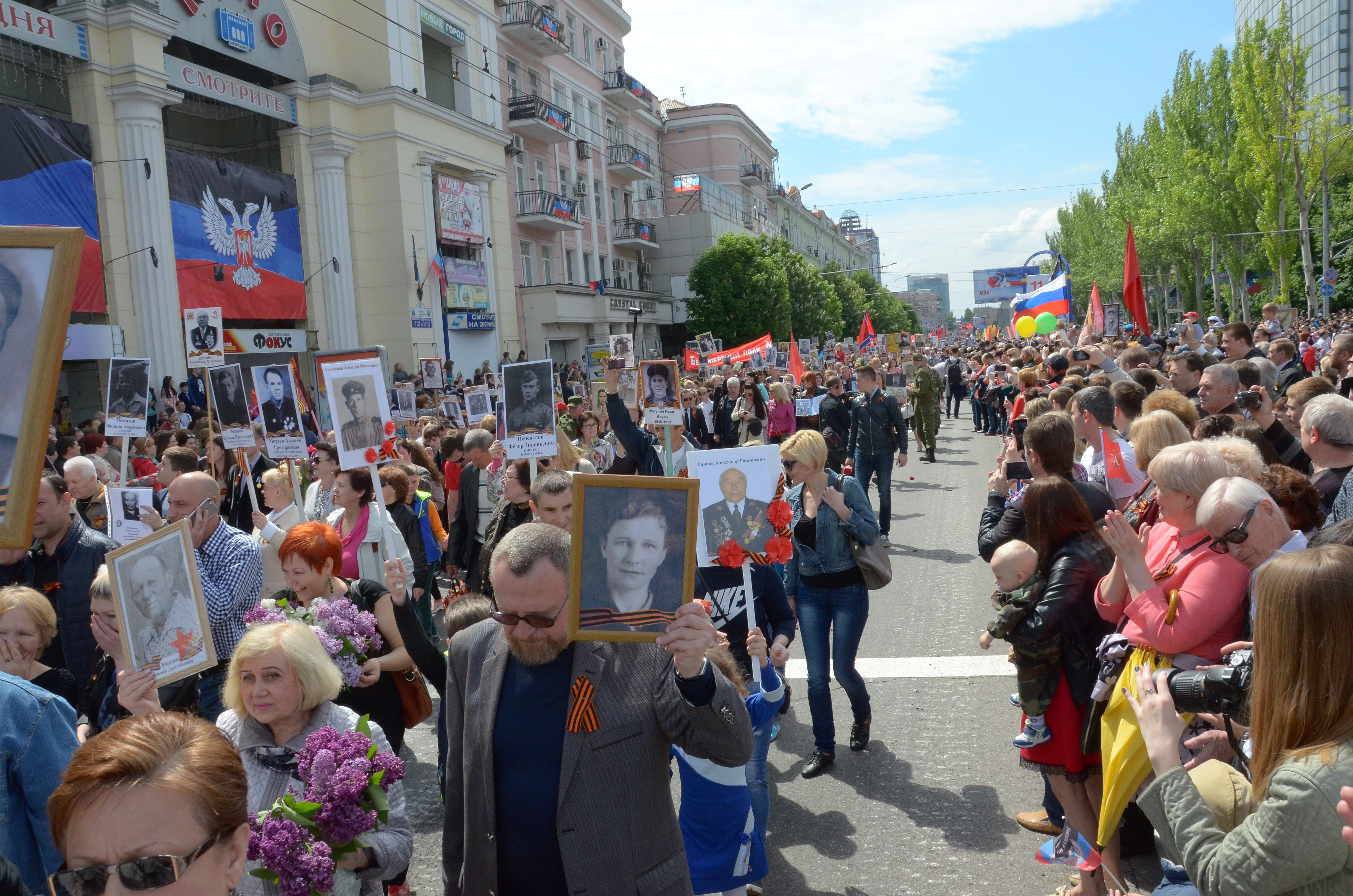
Separatiști pro-ruși în Donețk, estul Ucrainei

După independența Ucrainei în 1991, ucrainenii, mai ales în estul și sudul țării, au votat pentru o atitudine mai rusofilă a guvernului, variind de la un parteneriat economic mai strâns la o uniune națională deplină. Rusia și Ucraina s-au bucurat de legături economice deosebit de strânse, în timp ce partidul politic rusofil, Partidul Regiunilor, a devenit cel mai mare partid din Rada Ucraineană în 2006. A rămas forța dominantă în politica ucraineană, până la Revoluția Ucraineană din 2014. După intervenția militară rusă din 2014 în Ucraina, atitudinea generală a ucrainenilor față de Rusia și ruși a devenit mult mai negativă.

#### Ucraina de Vest
Rusofilia (Moscofilia, ucraineană: москвофільство, moskvofil’stvo) a fost o mișcare socio-politică, literară și lingvistică în teritoriile occidentale ucrainene din Galiția, Transcarpatia, și Bucovina de Nord în secolele 18-20. Susținătorii acestei mișcări au crezut în uniunea lingvistică, culturală, socială cu rușii și mai târziu în uniunea de stat cu Rusia. Printre cauzele apariției acestui fenomen s-au numărat absența statalității ucrainene, secole de opresiune străină, teritoriile ucrainene fragmentate și populația dispersată, precum și defectarea elitei naționale către culturile vecine și un sentiment slab al identității naționale.

### Mișcarea rusofilă în Transcarpatia
Primele cazuri de rusofilie în Transcarpatia datează de la sfârșitul secolului al XVIII-lea, începutul secolului al XIX-lea, când s-au stabilit acolo mai mulți ruși celebri cu legături cu guvernul și curtea țarului. Oameni de știință celebri și activiști sociali precum I. Orlai, M. Baludiansky, P. Lodiy și alții au trăit în Transcarpatia și au menținut legături strânse cu țara de naștere și, prin urmare, au promovat interesul față de Rusia, în special față de viața culturală, limba și literatura.

### Mișcarea rusofilă în Galiția și Bucovina
Când Galiția și Bucovina au fost incorporate în Imperiul Habsburgic în 1772, guvernul austriac a tratat populația ucraineană din aceste teritorii cu suspiciune, deoarece se temea că era susceptibilă la influența rusă datorită apropierii limbilor și culturilor ucrainene și rusești. Această neîncredere față de autorități a fost cultivată de politicieni și activiști polonezi influenți într-un efort de a preveni creșterea conștiinței naționale pe teritoriile în care polonezii au avut în mod tradițional influență. Orice încercare de revigorare culturală a fost întâmpinată de ostilitate din partea guvernului austriac, care le considera ca fiind o influență venită de la Moscova. În ciuda acestei atmosfere de neîncredere și suspiciune, prima instituție de învățământ „Frăția preoților” a fost fondată la Przemyśl. Mitropolitul M. Levytsky a început să introducă limba ruteană în școlile elementare, a dezvoltat cărți de gramatică, a insistat asupra instruirii în universitatea ruteană și a fondat Societatea „Ruska Troyka”. Republica Lemko-Rusyn, după Primul Război Mondial, a încercat să se alăture teritoriilor Lemkiene din Rusia și mai târziu în zone similare din Cehoslovacia nou formată.

## Rusofili notabili
- Jacques Chirac, fostul președinte al Franței[6][7]
- Marine Le Pen, politician și avocat francez[8][9][10]
- Matteo Salvini, politician italian și liderul Ligii Nordului[9][11][12]
- Duško Vujošević, antrenor de baschet muntenegrean[13]
- Miodrag Božović, antrenor de fotbal muntenegrean[14]
- Sumire Uesaka, Actriță și cântăreață japoneză[15]
- Benjamin Rich, Youtuber și vlog traveler britanic
- Egon Krenz, fost Secretar General al Partidului Socialist Unit din Germania de Est[16]
- Muammar Gaddafi, Politician libian și lider al Libiei până în 2011[17]
- Bashar al-Assad, politician sirian și fost Președinte al Siriei[18]
- Kyriakos Velopoulos, politician grec și lider al partidului Soluția Greacă, un partid naționalist și rusofil[19]
- Heraclius II of Georgia, Regele Georgiei[20]
- Fritz Schmenkel – Comunist german care a părăsit trupele sovietice în noiembrie 1941 și a devenit partizan, ucis în 22 februarie 1944
- Diana Iovanovici-Șoșoacă, fost senator al României și europarlamentar[21]